# Kunene (rzeka)
Kunene (port. Cunene) – rzeka w Angoli, w dolnym biegu stanowi granicę z Namibią. Jej długość wynosi ok. 1050 km, a powierzchnia dorzecza 106 560 tys. km².
Jej źródła znajdują się na wyżynie Bije, natomiast uchodzi do Atlantyku. Głównym dopływem jest Caculuvar (pr.). W środkowym biegu, w mieście Matala znajduje się hydroelektrownia. W dolnym biegu tworzy liczne progi i wodospady (największy z nich to Ruacana o wysokości blisko 124 m).
W dolnym biegu rzeka tworzy wodospady Epupa.
Na rzece istnieje system 29 tam i zapór wykorzystywanych przez elektrownie wodne. Dostarczają one prądu Angoli, Namibii i Południowej Afryce. Ochrona tych zapór była oficjalnym powodem interwencji wojsk południowoafrykańskich podczas wojny domowej w Angoli.